# Thoth (film)
Pour les articles homonymes, voir Thot (homonymie).

Thoth est un film de court-métrage documentaire américain de Sarah Kernochan produit par Lynn Appelle, sorti en 2002.
Il a remporté l'Oscar du meilleur court métrage documentaire en 2002.

## Synopsis

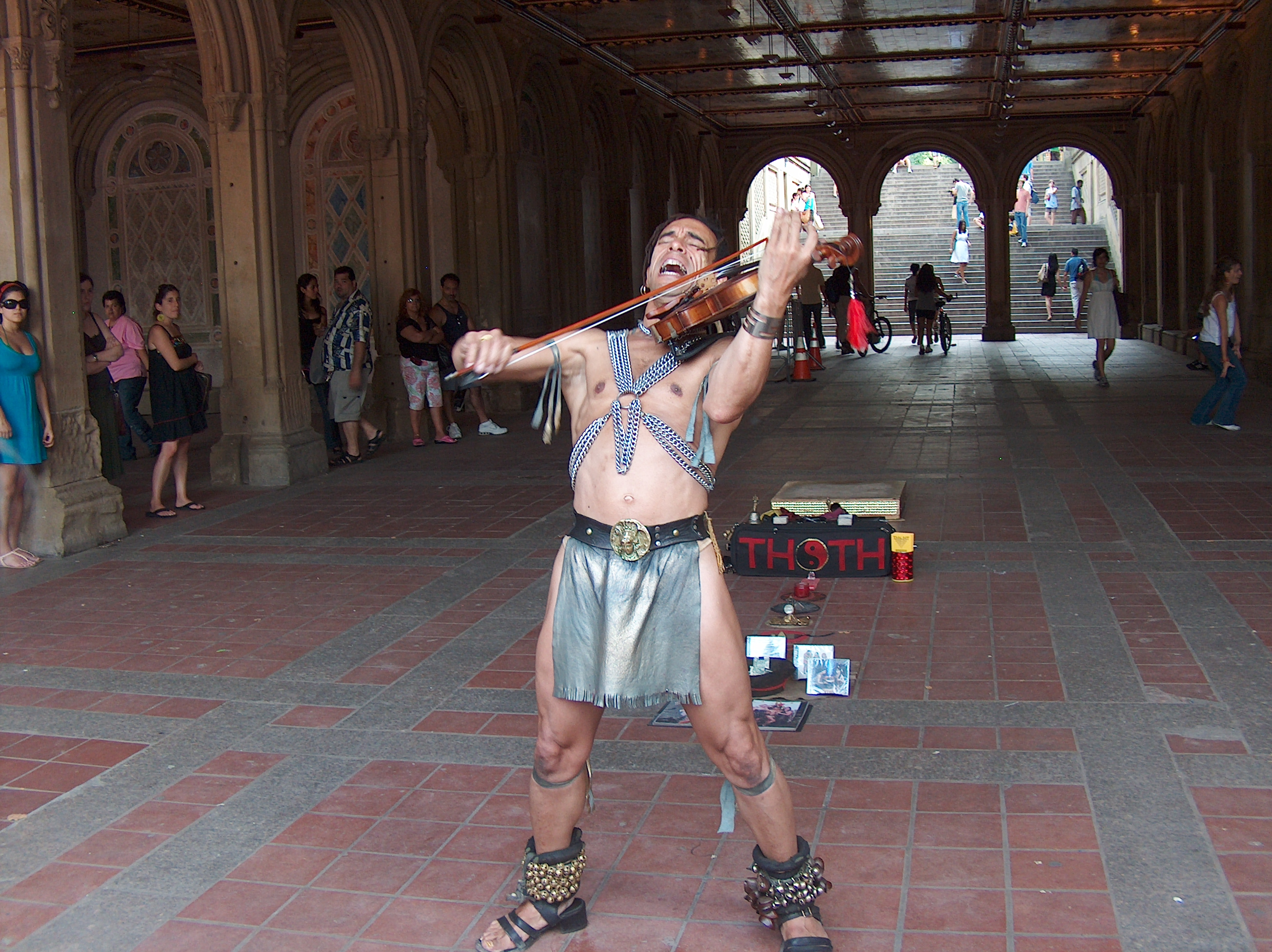
Spectacle de l'artiste de rue Thoth à New York

Le film suit les performances de l'artiste de rue New-Yorkais S. K. Thoth (en),.

## Fiche technique
- Réalisation : Sarah Kernochan
- Productrice : Lynn Appelle
- Production : Amateur Rabbit
- Durée : 40 minutes
- Date de sortie : 10 mai 2002